# 白老町立白老中学校
白老町立白老中学校（しらおいちょうりつ しらおいちゅうがっこう）は、北海道白老郡白老町東町5丁目3-1にある公立中学校。
本校は白老町中心部にあり、白翔中学校の学区を除く町域を学区とする。

## 沿革
- 1947年（昭和22年）
  - 5月1日 - 学制改革により中学校設立認可。
  - 5月16日 - 開校式と入学式を挙行。当時は白老青年学校2教室と白老小学校3教室を借り、6学級編制で授業。
- 1948年（昭和23年）9月11日 - 字白老518番地の旧国有マッチ工場（現:農協付近）を本校として改築竣工落成式挙行。
- 1949年（昭和24年）4月1日 - 10学級認可。
- 1950年（昭和25年）10月13日 - 新校舎上棟式を挙行。
- 1951年（昭和26年）
  - 3月2日 - 字白老189番1号（現:町民ふれあい広場がある場所）に校舎移転。
  - 8月2日 - 新校舎落成式並びに祝賀会を挙行。
- 1953年（昭和28年）
  - 7月10日 - 北海道より学校林モデル校の認定。
  - 12月7日 - 体育館落成式挙行。
- 1954年（昭和29年）11月1日[1] - 白老村の町制施行により、白老町立白老中学校に改称。
- 1955年（昭和30年）4月1日 - 9学級編制。
- 1957年（昭和32年）5月1日 - 開校10周年式典挙行。同時に校歌制定。
- 1960年（昭和35年）
  - 4月1日 - 10学級編制。
  - 10月1日 - 体育館増築工事完成。
- 1961年（昭和36年）4月1日 - 11学級認可。
- 1963年（昭和38年）4月1日 - 12学級認可。
- 1964年（昭和39年）4月1日 - NHK学校放送教育研究委嘱校認定（2年間）。
- 1966年（昭和41年）4月28日 - グランド改修工事完了。
- 1967年（昭和42年）5月27日 - 校舎内部（特別教室）増築工事完成。
- 1971年（昭和46年）
  - 3月10日 - 学校給食開始。
  - 4月1日 - 胆振教育研究所協力校認定（3年間）。
- 1976年（昭和51年）
  - 4月1日 - 13学級認可。
  - 5月1日 - 14学級認可。
  - 8月7日 - 東町5丁目3番1号（現在地）に校舎増築第1期工事完了。
- 1977年（昭和52年）
  - 4月1日 - 特殊学級1学級設置。
  - 12月10日 - 校舎増改築第2期工事完了。
  - 12月13日 - 移転。
- 1978年（昭和53年）
  - 5月1日 - 16学級認可。
  - 10月30日 - 体育館工事完了。
  - 11月11日 - 開校30周年記念、校舎増改築落成記念式典並びに祝賀会を挙行。
- 1981年（昭和56年）12月15日 - 校地周囲にフェンス設置工事。
- 1983年（昭和58年）7月14日 - グランド周辺に芝生造成（第3期工事）。
- 1987年（昭和62年）
  - 6月16日 - カナダ・ケネル市のコレリュー中学校との姉妹校調印。
  - 10月25日 - 開校40周年記念式典挙行。
- 1991年（平成3年）
  - 2月18日 - コンピュータ教室改築開始。
  - 5月18日 - 学校花壇校舎全面に移転。
  - 7月5日 - 松下視聴覚教育研究財団の指定。
- 1992年（平成4年）4月1日 - 情緒障害学級新設。
- 1995年（平成7年）7月17日 - 白老中学校緑化対策事業工事開始。
- 1996年（平成8年）
  - 3月6日 - 保健室拡張工事開始。
  - 10月6日 - PTAにより、自転車置き場建築。
  - 10月24日 - 新しいコンピュータ設置。
- 1997年（平成9年）10月19日 - 開校50周年記念式典挙行。
- 1998年（平成10年）6月22日 - リサイクルハウス設置。
- 2001年（平成13年）11月21日 - 新しいコンピュータ8台設置、インターネットの利用開始。
- 2002年（平成14年）
  - 4月1日 - 11学級認可。
  - 10月27日 - 新しいコンピュータ40台設置。
  - 12月24日 - 保健室を2階に移設。
- 2003年（平成15年）
  - 4月1日 - 文部科学省学力向上フロンティア事業の指定校となる。
  - 5月1日 - 職員玄関を正面に移設。
- 2004年（平成16年）
  - 9月1日 - 新しいコンピュータ40台設置。
  - 9月22日 - 校舎屋根・外壁改修工事開始。
- 2005年（平成17年）
  - 4月1日 - 12学級認可。
  - 9月21日 - 校舎屋根・外壁改修工事完了。
- 2006年（平成18年）10月10日 - 体育館屋根・外壁改修工事完了。
- 2007年（平成19年）
  - 4月1日 - 14学級認可、文部科学省キャリア教育実践指定校となる。
  - 11月17日 - 開校60周年「記念の会」挙行。
- 2010年（平成22年）
  - 2月5日 - パソコン室に生徒用パソコン設置。
  - 3月30日 - 体育館ボイラー取替・設置作業と試運転完了。
- 2011年（平成23年）
  - 3月27日 - 1年A組床張替え工事。
  - 4月1日 - 文部科学省指定新学習指導要領の趣旨を踏まえた学力向上等の方策に関する調査研究校となる。
- 2012年（平成24年）
  - 3月6日 - 生徒玄関・職員玄関床張替え工事。
  - 7月9日 - 体育館大規模改修工事開始。
  - 9月21日 - 体育館大規模改修工事完了。
- 2015年（平成27年）
  - 7月24日 - 校舎耐震化工事開始。
  - 8月23日 - 校舎耐震化工事完了。
- 2017年（平成29年）4月1日 - この年度から、白老小学校との小中一貫教育開始[2]。

## アクセス
- JR白老駅から、徒歩約750m・徒歩約11分。
- 白老町役場から、約1.2km、徒歩約18分・車で約数分。
- 白老町内循環福祉バス「元気号」 で、「白老郵便局」バス停または、「ふれあい広場」バス停下車後、徒歩。

## 周辺
- 国道36号
- 北海道道388号白老停車場線
- ローソン白老東町店
- 太平洋
- 白老郵便局
- 学校法人浅利教育学園認定こども園白老小鳩保育園
- 日本航空専門学校白老校
- JR室蘭本線白老駅

## 参考資料
- 『新白老町史』下巻241頁～245頁「第2章 学校教育・第7編 教育と文化・第四節 中学校」
- 『白老町立白老中学校 開校70周年記念誌』31頁～33頁「本校沿革」